# Simone Angel

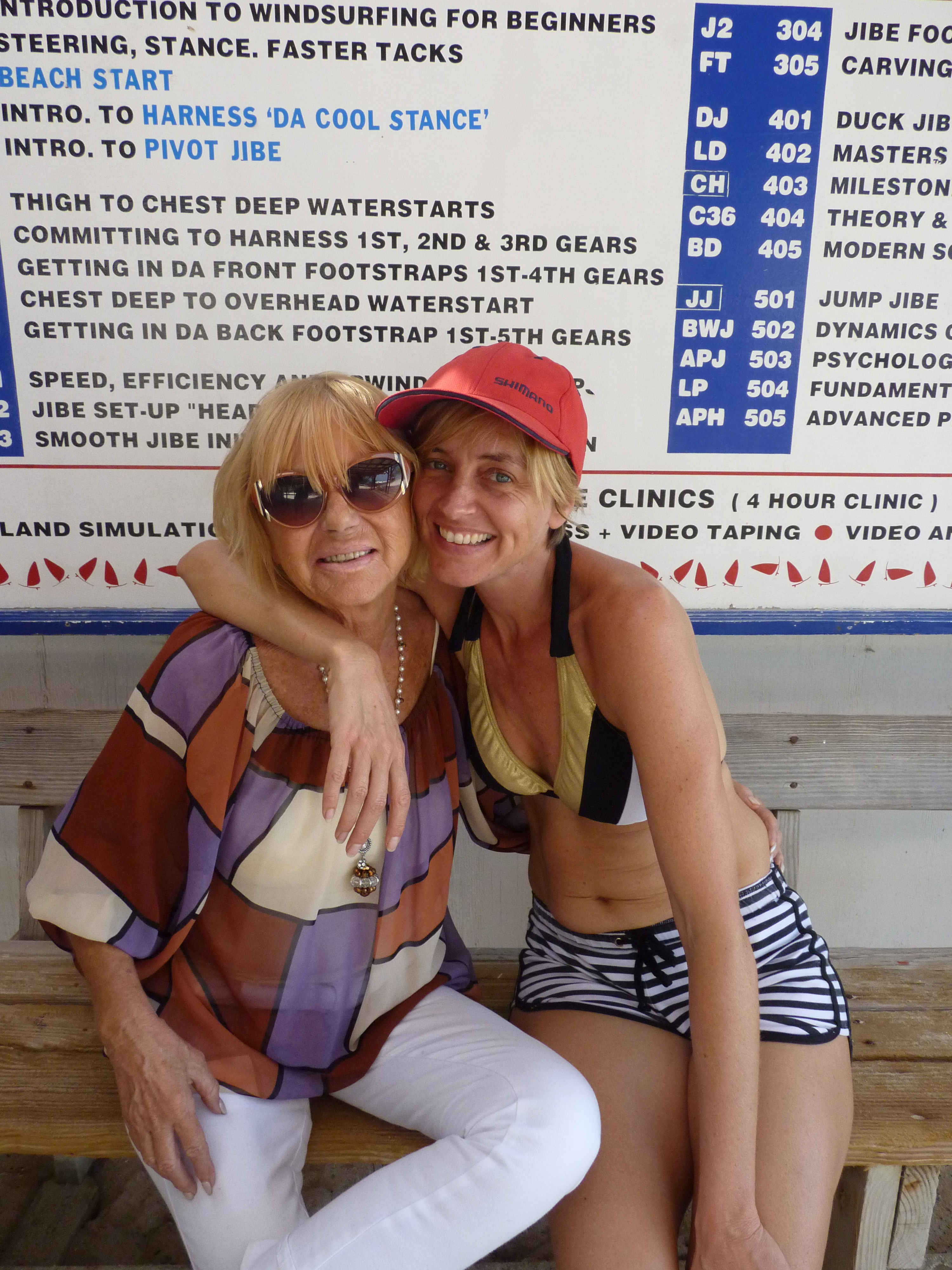
Simone Angel (rechts)

Simone Angel (* 25. Dezember 1971 in Woerden; eigentlich Simone Engeln) ist eine niederländische Fernsehmoderatorin und Sängerin.
Angel zog nach London, um sich stärker von den aktuellen Musiktrends beeinflussen zu lassen. Dort bewarb sie sich erfolgreich bei MTV Europe und wurde bei dem Musiksender jüngstes Mitglied des Moderatorenteams. Insgesamt arbeitete sie neun Jahre lang für den Sender und war dort in verschiedenen Formaten tätig.
Später wechselte sie zu den niederländischen Sendern Veronica und SBS 6. In der ersten Staffel im Jahre 2000 war Angel Mitglied der Jury in der Castingshow Popstars des deutschen Fernsehsenders RTL II. Aus der Sendung ging die Gruppe No Angels hervor.
Simone Angel war in den 1990er-Jahren auch als Sängerin tätig. Zwischen 1991 und 2000 erschienen vier Singles. Größter Erfolg war die Single Let This Feeling, mit der sie sich auch in den Hitparaden platzieren konnte.
Seit 2001 lebt sie mit ihrem Mann, dem ehemaligen Fußballspieler Andrew Hunt, und ihren zwei Söhnen Lucas und Aidan in dem südamerikanischen Staat Belize und betreibt dort eine Agentur für Abenteuerreisen.

## Diskografie
- When Love Rules The World (1991)
- Let This Feeling (1993)
- Walk on Water (1994)
- Contact (2000)